# Forward Class
Forward class (dosłownie: "klasa uprzywilejowana") – termin prawny w kontekście legislacji indyjskiej, oznaczający łącznie wszystkie te grupy społeczne, które aktualnie nie kwalifikują się do uzyskania tzw. Reservation benefits, czyli kwoty miejsc w systemie reprezentacji politycznej, przewidzianej dla członków grup najbardziej upośledzonych społecznie i ekonomicznie, czyli zaliczonych do kategorii Scheduled Castes and Scheduled Tribes i Other Backward Classes. Rząd indyjski nie publikuje osobnej listy grup (kast) uprzywilejowanych. Ocenia się, że stanowią one nieco poniżej 40% społeczeństwa Indii. Grupy uznane za "forward" w niektórych stanach mogą czasami mieć status "backward" w innych.